# Norwich
Norwich (/ˈnɒrɪdʒ/ ⓘ NORR-ij, hay /ˈnɒrɪtʃ/ NORR-ich) là thành phố thủ phủ của hạt Norfolk. Thành phố nằm bên sông Wensum. Thành phố có dân số khu vực đô thị là 213.166 theo điều tra năm 2011. Diện tích thành phố là 39,02 km2. Trước thế kỷ 11, thành phố này có dân số đông thứ nhì tại Anh sau London.

## Lịch sử
Norwich ngày xưa được biết đến, là thủ đô của một phần nước Anh như East Anglia, đã tồn tại như một nơi để sống gần hơn 2 nghìn năm. Khởi nguồn là một ngôi làng nhỏ nằm bên bờ sông Wensum. Vào thời điểm người Norman xâm chiếm vào năm 1066, nó đã trở thành một trong những thị trấn/thành phố lớn nhất nước Anh.
Với 2 thánh đường và một nhà thờ Hồi giáo lớn, Norwich đã trở thành một trung tâm phổ biến các tôn giáo khác nhau. Thánh đường đầu tiên được xây dựng vào năm 1095 và đã tổ chức lễ kỷ niệm 800 năm thành lập; trong khi đó Norwich đã có một năm kỷ niệm (năm 1994), để tôn vinh sự kiện 800 năm kể từ ngày thành phố được trao tặng Hiến Chương Hoàng Gia - Cho phép được gọi là một thành phố và đi lên chủ nghĩa xã hội.
Hôm nay, so với các nơi như Luân Đôn hoặc Manchester, Norwich tuy có hơi nhỏ, chỉ với mật độ là 150.000, nhưng trong thế kỷ 16, Norwich đã trở thành thành phố thứ hai của nước Anh. Thành phố này tiếp tục phát triển cho đến khoảng 300 năm sau và càng ngày càng giàu có, giàu hơn, trở nên nổi tiếng với rất nhiều nhà thờ. Nhiều đến nổi nhà thờ ở Norwich được ví như "Có nhiều tuần trong năm".Các quán rượu cũng nhiều dáng kể, được ví như "Có nhiều ngày trong năm".
Ngày nay, tuy đã có ít hơn những nhà thờ, quán rượu nhưng vào năm 1964, trường Đại học của East Anglia đã được xây dựng ở Norwich. Vì sự tăng nhanh số lượng học sinh và đã thành công như một trung tâm thương mại hiện đại (Norwich là trung tâm lớn nhất với nhiều dịch vụ bảo hiểm ở ngoại ô Luân Đôn), là thành phố có rất nhiều sự lựa chọn trong giải trí: nhà hát, rạp chiếu phim, họp đêm - câu lạc bộ đêm - CLB đêm, cà phê bận rộn (busy café), nhà hàng tuyệt vời và một số lượng nghệ thuật, trung tâm giải trí. Norwich cũng có một đội bóng, mà có màu áo xanh và đỏ. Đội bóng này được biết đến là "The Canaries", tuy nhiên không một ai biết chắc nguồn gốc của cái tên đó.
Bây giờ, sự hấp dẫn của thành phố bao gồm sự phát triển quan trọng, một trung tâm mua sắm được gọi là "The Castle Mall". Cư dân của Norwich đã sống với một cái lỗ rất lớn trong suốt 2 năm ở giữa thành phố của họ, nhưng những người thợ xây dựng đã khai quật trở thành một bãi đỗ xe chính. Những chiếc xe tải đã vân chuyển gần 1 triệu tấn đất để mái của trung tâm thương mại có thể trở thành một công viên trung tâm thành phố, với những hồ bơi hấp dẫn và hàng trăm cây xanh. Người dân địa phương thực sự vui mừng khi ngôi chợ cũ vẫn còn, ngay tại trung tâm của thành phố và ngày càng phát triển mới hơn.Cả hai khu vực tiếp tục là kinh doanh tốt, chứng minh rằng Norwich đã quản lý để kết hợp tốt nhất cả cái cũ lẫn cái mới.